# Steckkupplung
Steckkupplungen dienen der schnellen, lösbaren Verbindung von Bauteilen, insbesondere Rohrleitungen. Im Gegensatz zu anderen Kupplungen werden Steckkupplungen in der Regel durch eine geradlinige, axiale Bewegung geschlossen und arretieren selbsttätig. 
In vielen Arbeitsprozessen der Industrie müssen Komponenten von Maschinen oder Anlagen über Leitungen mit gasförmigen oder flüssigen Medien versorgt werden. Zur rationellen und wirtschaftlichen Nutzung sind häufig flexible Leitungen nicht fest, sondern durch Schlauchkupplungen trennbar verbunden.